# Валдемар IV (Шлезвиг)
Валдемар IV фон Шлезвиг или Валдемар IV Ериксон фон Шлезвиг (на немски: Waldemar IV von Schleswig; Valdemar IV Eriksson von Schleswig; * ок. 1265, дворец Готорф, Шлезвиг; † 26 март или 7 юли 1312, Шлезвиг) от Дом Естридсон, е херцог на Шлезвиг (1283 – 1312).

## Биография
Той е големият син на херцог Ерих I Абелсон фон Шлезвиг († 1272) и съпругата му принцеса Маргарета фон Померания-Рюген († 1272), дъщеря на княз Яромар II фон Рюген († 1260/1261) и принцеса Еуфемия от Померания († 1270). Той е внук на датския крал Абел (упр. 1250 – 1252) и правнук на датския крал Валдемар II (упр. 1202 – 1241).
При смъртта на родителите му Валдемар IV е малолетен и е под опекунството на крал Ерик V Менвед от Дания. През 1283 г. той получава херцогството Шлезвиг. На 29 септември 1284 г. той дава на Фленсбург права на град.
Валдемар IV обявява за невалиден отказа от трона на чичо му херцог Валдемар II от Шлезвиг. През 1285 г. той попада в датски плен. През 1286 г. е определен за регент на братовчед му Ерик VI Клипинг от Дания. Така той печели загубените си територии и позиции и получава нови. След други конфликти Валдемар IV трябва да върне през 1295 г. всичките си нови владения. Запазва обаче Шлезвиг като фамилна собственост.
Херцог Валдемар е погребан в катедралата на Шлезвиг.

## Фамилия
Първи брак: през 1287 г. (получава разрешение от папата на 13 ноември 1289) с принцеса Елизабет фон Саксония-Лауенбург († ок. 1306), дъщеря на херцог Йохан I фон Саксония-Лауенбург († 1285) и Ингеборг Шведска († 1302). Те имат един син:
- Ерих II (* ок. 1290; † 12 март 1325), херцог на Шлезвиг (1312 – 1325), женен 1313 г. за графиня Аделхайд (Агнес) фон Шауенбург-Холщайн-Рендсбург († 1350)

Втори брак: през 1306 г. с графиня Анастасия фон Шверин, дъщеря на граф Николаус I/Никлот фон Шверин-Витенбург († 1323) и втората му съпруга Мирослава фон Померания. Бракът е бездетен. Вдовицата му Анастасия фон Шверин се омъжва втори път през 1313 г. за граф Герхард IV фон Холщайн-Зегеборг († ок. 1323).
Валдемар IV има незаконен син:
- Абел Валдемарсен Сапи († сл. 1332), женен за Цецилия